# S&S Cycle
S&S Cycle Inc. eller bara S&S är en  amerikansk tillverkare av motordelar, motoruppgraderingar (trimsatser) och kompletta motorer till både nya och gamla motorcyklar. Deras produkter är främst avsedda för Harley-Davidson (HD) motorcyklar. Företaget grundades år 1958 .

## Historia
S&S startades år 1958 i Blue Island, Illinois i USA, av  George J. Smith och Stanley Stankos. S&S stod först för Smith&Stankos men kort efter grundandet köpte  George J. Smiths fru Majorie ut Stanley Stankos ur företaget, och S&S är sedan dess en förkortning för Smith&Smith. Företagets första produkt var högprestandastötstänger för HD-motorer.
Produktsortimentet har sedan utökats med bland annat förgasare, avgassystem, trimsatser och kompletta motorer, främst för HD. År 1969 flyttade företaget till Viola, Wisconsin där de fortfarande är verksamma och har sitt högkvarter. 2004 så utökades verksamheten med en anläggning i La Crosse, Wisconsin . 2008 firade företaget sitt 50-årsjubileum i La Crosse och enligt tidningen La Crosse Tribune deltog 28 000 motorcykelentusiaster i firandet. Företaget leds i dag av George Smith Jr, son till grundaren George J. Smith.

## Produkter och produkthistoria (urval)
Ända sedan starten 1958 har företaget varit utpräglade HD-specialister. Den första produkten var högprestandastötstänger för HD-motorer. År 1967 kom den första förgasaren. 1976 kom de första trimsatsen kallad Sidewinder. Den ökar cylindervolymen från 80 till 88 kubiktum (cui, en kubiktum är cirka 16.38 kubikcentimeter). Sidewindersatsen finns även i storlekar om 93,96,98, eller 103 cui. Satsen innehåller bl.a. större cylindrar och kolvar för att åstadkomma den större cylindervolymen .
1990 kom den nya Super E-förgasaren, som 2004 hade tillverkats i 500 000 exemplar .
2007 släppte man en helt egen motor kallad S&S X-Wedge. Det är en klassisk V-twinmotor på 117 cui. Det var den första motorcykelmotorn  avsedd för nya amatörbyggda motorcyklar som blev avgascertifierad enligt Environmental Protection Agency (EPA) och California Air Resources Board (CARB) .
X-Wedgemotorn monteras i den trehjuliga bilen Morgan 3 Wheeler som presenterades 2011 .
2011 presenterades KN-Kone-motorn. Den är avsedd för att eftermonteras i HD-motorcyklar tillverkade åren 1970-1999. Motorn tog första plats vid V-Twin Expo 2011.. 
Man har även ett stort urval av reservdelar till HD-motorer av äldre årgångar.

## Certifieringslaboratorium
Sedan januari 2008 har företaget ett eget laboratorium för avgascertifiering av motorer där de själva kan utföra tester och certifiering enligt gällande amerikanska krav enligt både EPA och CARB .